# Борисяк, Алексей Алексеевич
Алексей Алексеевич Борися́к (22 июля [3 августа] 1872, Ромны, Полтавская губерния — 25 февраля 1944, Москва) — российский и советский учёный-палеонтолог и геолог, академик АН СССР (1929), лауреат Сталинской премии II степени (1943). Основатель и первый директор Палеонтологического института АН СССР.

## Биография
Родился 22 июля (3 августа) 1872 года в городе Ромны (Полтавская губерния), Российская империя), в семье межевого инженера. В 1883 году поступил в классическую прогимназию г. Брест-Литовска. В 1892 году окончил самарскую гимназию с золотой медалью.
В 1896 году окончил Горный институт в Санкт-Петербурге. В 1897—1898 годах прослушал курс зоологии у профессора В. Т. Шевякова и прошёл большой практикум у М. Н. Римского-Корсакова. В те же годы — ассистент Н. Н. Яковлева на кафедре палеонтологии Горного института.
В 1896—1932 годах работал в Геологическом комитете, где возглавлял палеонтологический отдел. В 1897—1899 годах от Геологического комитета производил геологическую съёмку северо-западной окраины Донецкого кряжа. Результаты этой работы Борисяк отразил в «Геологическом очерке Изюмского уезда» (1905).
В 1900 году по поручению Геологического комитета совместно с К. К. Фохтом проводил исследования Крыма для составления Крымского листа Международной геологической карты Европы.
В 1911—1930 годах — профессор и заведующий кафедрой исторической геологии Горного института, развивал палеонтологическую коллекцию в музее института.
В 1913 году в инкерманских каменоломнях обнаружил череп позднемелового крокодила торакозавра.
В 1939 году основал кафедру палеонтологии в Московском университете, которую возглавлял до 1942 года.
В 1930 году по инициативе А. А. Борисяка был создан Палеозоологический институт АН СССР (ставший потом Палеонтологическим, ПИН АН СССР), директором которого учёный оставался до конца жизни.
В 1933 году, кроме того, временно был директором Геологического института АН СССР.
В 1931—1935 годах был главным редактором журналов «Природа» и «Доклады Академии наук» (1933—1936).
В 1943 году передал присуждённую ему Сталинскую премию в размере 100 000 рублей в Фонд обороны.
Скончался 25 февраля 1944 года в Москве. Похоронен на Новодевичьем кладбище, участок № 3.

## Семья
Дед — Борисяк, Никифор Дмитриевич (1817—1882) — профессор геологии и зоологии.
Отец — Борисяк, Алексей Никифорович (1850-) — инженер железных дорог. Мать — Анна Александровна (в дев. Ползикова), пианистка.
- Брат — Борисяк, Андрей Алексеевич (1885—1962) — виолончелист, педагог Гнесинской музыкальной школы, учитель Питирима[6]

## Научные достижения
Стоял во главе советской школы палеонтологии позвоночных, развивая её в духе исследований В. О. Ковалевского. Основные труды посвящены учению о фациях, вопросам общей палеонтологии, изучению юрских моллюсков, палеонтологии позвоночных и особенно млекопитающих (непарнокопытных — носорогов, лошадей и др., а также хоботных).
Развил теорию геосинклиналей, которую использовал для понимания особенностей тектонической структуры земной коры в последовательные этапы её развития. Рассматривал историю Земли как единый закономерный процесс развития физико-географических условий и органической жизни. Изучал геологическое строение Донецкого угольного бассейна и Крыма.

## Награды и премии
- 1943 — Сталинская премия II степени (22 марта) — за многолетние выдающиеся работы в области науки и техники
- 1943 — Грамота правительства Киргизской ССР — за плодотворную работу по развитию народного хозяйства и культуры Советской Киргизии[7]

## Членство в организациях
В 1916 году был одним из основателей Русского палеонтологического общества и членом его Совета.

## Память
В честь А. А. Борисяка названы:
- Острова Борисяка — группа из восьми островов в архипелаге Земля Франца-Иосифа.
- Борисякия (лат. Borissiakia betpakdalensis) — вымерший вид непарнокопытных.

На Доме академиков в Санкт-Петербурге, расположенном по адресу: 7-я линия Васильевского острова, 2/1, лит. А, где жил Борисяк, установлена мемориальная доска в память об учёном.
26 февраля 2008 года постановлением Президиума Российской академии наук Палеонтологическому институту РАН было присвоено имя его основателя — академика А. А. Борисяка; в здании института на Профсоюзной улице, 123, установлен бюст академика А. А. Борисяка. Учёным советом ПИН учреждена высшая научная награда Института — медаль А. А. Борисяка «За заслуги в развитии палеонтологии».

## Адреса в Ленинграде
- Большой пр. П.С., 74.